# Таль, Александр Яковлевич
Александр Яковлевич Таль (1840—1911) — генерал от кавалерии, герой русско-турецкой войны 1877—1878 годов.

## Биография
Родился в 1840 году. Происходил из дворян Херсонской губернии. Образование получил во 2-й Санкт-Петербургской гимназии, после чего поступил в Михайловское артиллерийское училище, из которого выпущен 6 декабря 1856 года.
16 июля 1859 года произведён в прапорщики и зачислен в Михайловскую артиллерийскую академию; 14 сентября 1860 года произведён в подпоручики. Из академии выпущен 5 августа 1861 года во 2-ю батарею гвардейской конно-артиллерийской бригады с переименованием в прапорщики гвардии и проходил службу на Сестрорецком оружейном заводе, 30 августа вновь получил чин подпоручика. В 1863—1864 годах он принимал участие в подавлении восстания в Польше.
Произведённый 5 апреля 1866 года в поручики, поступил в Николаевскую академию Генерального штаба, из которой выпущен по 2-му разряду 31 марта 1868 года с чином штабс-капитана. Продолжая службу в гвардейской конной артиллерии, 30 августа 1872 года получил чин капитана; 30 августа 1875 года был произведён в полковники и назначен командиром 2-й батареи гвардейской конно-артиллерийской бригады.
В 1877—1878 годах принимал участие в военных действиях против турок на Балканах, состоял в отряде генерал-майора Клодта и 5 мая 1878 года был награждён орденом Св. Георгия 4-й степени
В воздаяние за отличие, оказанное во время сражения, 21 Декабря 1877 года, под Горным-Бугаровым, находясь в продолжение 4-х часов под жестоким огнём неприятеля, успешным действием своей батареи, заставил замолчать и сняться с позиции втрое сильнейшую неприятельскую артиллерию, а за тем убийственным огнём своих орудий обратил в бегство атаковавшую наши позиции турецкую пехоту.
Во время этой кампании Таль был также награждён орденом Св. Владимира 4-й степени с мечами и бантом и получил золотую шашку с надписью «За храбрость» (за бой под Филиппополем 3, 4 и 5 января 1878 года); 28 декабря 1878 года он был назначен флигель-адъютантом.
21 сентября 1884 года Таль был назначен командиром 15-го драгунского Александрийского полка, а 9 декабря 1887 года получил в командование лейб-гвардии Кирасирский Его Величества полк, 30 августа 1888 года произведён в генерал-майоры. С 21 мая 1892 года он командовал 2-й бригадой 1-й гвардейской кавалерийской дивизии, а с 15 декабря 1894 года — 3-й бригадой 2-й гвардейской кавалерийской дивизии.
С 14 мая 1897 года — начальник 13-й кавалерийской дивизии; 6 декабря того же года был произведён в генерал-лейтенанты. С 22 мая 1903 года по 1 июня 1905 года он командовал 11-м армейским корпусом, после чего вошёл в число членов Александровского комитета о раненых; 6 декабря 1906 года произведён в генералы от кавалерии.
Скончался  16 октября 1911 года в Царском Селе, похоронен в Санкт-Петербурге на Волковом лютеранском кладбище.

## Награды
- Орден Святого Станислава 3-й степени (1863 год, за отличие в польской кампании)
- Орден Святой Анны 3-й степени (1864 год, за отличие в польской кампании)
- Орден Святого Станислава 2-й степени (1870 год, императорская корона к этому ордену пожалована в 1873 году)
- Орден Святой Анны 2-й степени (1876 год)
- Орден Святого Владимира 4-й степени с мечами и бантом (1877 год, за отличие против турок)
- Орден Святого Георгия 4-й степени (5 мая 1878 года, за отличие против турок)
- Золотое оружие «За храбрость» (18 января 1879 года, за отличие против турок)
- Орден Святого Владимира 3-й степени (1882 год)
- Орден Святого Станислава 1-й степени (1892 год)
- Орден Святой Анны 1-й степени (1896 год)
- Орден Святого Владимира 2-й степени (1901 год)
- Орден Белого орла (6 декабря 1904 года)
- Орден Святого Александра Невского (6 декабря 1909 года)